# Bruntál (distrito)
Bruntál é um distrito da República Checa na região de Morávia-Silésia, com uma área de 1.657 km² com uma população de 105.139 habitantes (2002) e com uma densidade populacional de 63 hab/km².